# Avvelenamento da miorilassanti
L' Avvelenamento da miorilassanti  è una condizione clinica caratterizzata dall'assunzione acuta o cronica di farmaci che rientrano nella classificazione di miorilassanti.

## Definizione e uso dei miorilassanti
Sotto tale classificazione rientrano i principi attivi:
- Baclofene
- Carisoprodolo
- Ciclobenzaprina
- Clorfenesina
- Clorzoxazone
- Metocarbamolo
- Orfenadrina

Tali farmaci vengono utilizzati per ridurre spasmi muscolari e la loro pericolosità in caso di abuso è elevata in quanto agiscono sul sistema nervoso centrale.

## Sintomatologia
Vi sono innumerevoli sintomi evidenziati da tali intossicazioni, alcuni farmaci sono più pericolosi di altri.

### Sintomi comuni
Sintomi comuni a tutti i principi attivi: nausea, vomito, vertigini, nistagmo, ipotonia, depressione.

### Sintomi specifici
Inoltre alcuni farmaci possono portare a convulsioni, allucinazioni, ipotensione, aritmie e coma (l'orfenadrina e la ciclobenzaprina). 
Mioclonie, ipotermia, delirio, ipotensione e convulsioni (il baclofene)

## Terapia delle intossicazioni
Induzione del vomito e lavanda gastrica per le intossicazioni immediate, uso di lassativi; inoltre l'uso di fisostigmina (1–2 mg tramite per iniezione endovenosa in 2-5 minuti) può alleviare alcuni sintomi.